# Chloroclystis taxata
Chloroclystis taxata är en fjärilsart som beskrevs av Claude Herbulot 1981. Chloroclystis taxata ingår i släktet Chloroclystis och familjen mätare. Inga underarter finns listade i Catalogue of Life.